# Constantino Ajutti
Constantino Ajutti (Aiutti) (ur. 1 maja 1876 w Sezze Romano, zm. 29 lipca 1928) – włoski duchowny rzymskokatolicki, arcybiskup tytularny, dyplomata papieski.

## Życiorys
14 kwietnia 1900 otrzymał święcenia prezbiteriatu.
28 maja 1925 papież Pius XI mianował go delegatem apostolskim w Indochinach oraz arcybiskupem tytularnym phasijskim. 29 czerwca 1925 przyjął sakrę biskupią z rąk prefekta Świętej Kongregacji Rozkrzewiania Wiary kard. Willema Marinusa van Rossuma CSSR. Współkonsekratorami byli sekretarz Świętej Kongregacji Rozkrzewiania Wiary abp Francesco Marchetti Selvaggiani oraz biskup Terraciny, Priverno i Sezze Salvatore Baccarini CR.
Arcybiskup Ajutti był pierwszym szefem papieskiego przedstawicielstwa w Indochinach, które powstało 20 maja 1925. Urząd delegata apostolskiego w Indochinach pełnił do śmierci 29 lipca 1928.